# 아메리칸 항공 77편 테러 사건
아메리칸 항공 77편(American Airlines Flight 77, AA77)은 미국 버지니아주 덜레스의 워싱턴 덜레스 국제공항을 이륙하여 미국 캘리포니아주 로스앤젤레스에 있는 로스앤젤레스 국제공항에 착륙할 예정이었던 국내선 항공편이다. 2001년 9월 11일 아침 보잉 757-223기가 알카에다와 사주한 5명의 테러리스트에게 납치되었다. 항공기 납치범들은 고의로 비행기를 미국의 수도인 워싱턴 D.C. 인근에 있는 버지니아주 알링턴군의 펜타곤에 충돌시켜 탑승자 64명(승무원 6명 및 납치범 5명 포함)과 건물 내에 있던 129명이 사망하였다.
이륙을 시작한 지 35분이 지나자 납치범들은 비행기 조종석을 습격하였고 승객, 승무원, 조종사를 전부 항공기 후열로 밀어넣었다. 납치범 중 조종사 훈련을 받은 하니 하뇨르가 비행기를 조종하였다. 한편 탑승한 승객들은 납치범들 모르게 친구와 가족에게 전화를 걸어 비행기 납치 사실을 알렸다.
납치범들이 조종한 비행기는 현지 시각으로 오전 9시 37분 펜타곤 서쪽 면에 충돌하였다. 많은 사람들이 충돌 장면을 목격하였고 뉴스 등 언론 매체는 충돌하고 수 분 내에 펜타곤 폭발 사건을 보도하기 시작했다. 충돌 당시 충격으로 펜타곤 서쪽 면 일부 건물이 심한 손상을 입었고 큰 화재가 발생하였다. 결국 펜타곤 건물 일부가 붕괴되었으며 소방관들은 화재를 진압하기 위해 수 일가량 소방 활동을 펼쳤다.
테러로 손상을 입은 펜타곤 건물은 2002년 재건되었고 그 해 8월경부터 재건된 건물의 운용을 시작하였다. 충돌 지점과 인접한 곳에서는 테러 당시 사망한 184명의 피해자를 추모하는 펜타곤 메모리얼도 건설되었다. 7,800 m² 크기의 메모리얼 공원은 1930년대부터 1998년까지 피해자의 출생년도에 따라 희생자의 이름을 각인한 추모 의자가 놓여 있다.

## 하이재커
아메리칸 항공 77편을 납치한 하이재커 무리는 비행기를 펜타곤으로 조종한 하니 하뇨르가 대장으로 이끌었다. 하뇨르는 1990년 미국에 처음 입국하였다.
하뇨르는 미국 애리조나주 스코츠데일에 있는 CRM 항공 훈련 센터에서 조종사 훈련을 받았으며 1999년 4월 연방항공국(FAA)의 상업 항공사 자격증을 취득하였다. 하뇨르는 원래 사우디아의 상업 항공사가 되고 싶었으나 1999년 지다의 민항 항공 학교 입학을 거절당했다. 하뇨르의 남동생은 이 당시를 회상하면서 당시 일자리를 구하지 못해 실망한 하뇨르가 "종교 경전과 호전적인 이슬람 설교자들의 테이프에 점점 더 관심을 기울이기 시작했다"라고 말했다. 하뇨르는 조종사 자격증을 취득한 뒤 모국인 사우디아라비아로 돌아왔지만 1999년 말에는 가족들에게 아랍에미리트로 가서 항공사에 근무할 것이라고 말하며 출국하였다. 당시 하뇨르는 아프가니스탄으로 향했을 것으로 추정되며 아프가니스탄에서 알카에다 신병 모집원이 가입 희망자가 가지고 있는 유용한 기술 심사를 받았다. 이미 함부르크 조직원을 선발한 알카에다 지도부는 네 번째로 납치범을 이끌 팀장으로 하뇨르를 선발하였다.

"내가 더 선임 요원일 것이라고 생각했습니다. 그래서 저는 예멘인 감방에 수감되어 있는 예멘 정보원을 찾아갔죠. 거기서 저는 이렇게 말했습니다. "무슨 일이길래? 이는 FBI한테 알려야 하는 일이야. 그 사람들은 나쁜 놈들인 게 확실하다고. 그들 중 최소 한 명은 미국의 복수 입국 비자를 가지고 있어. FBI에 이를 말해야 한다고."
 그러자 [CIA 장교]가 제게 "아뇨. 이건 FBI의 사건도 아니고, FBI의 관할 영역도 아닙니다."라고 말했습니다.
그래서 저는 더그에게 가서 말했죠. "더그, 우리는 대체 뭘 할 수 있는 거야?"라고 말이죠. 만약 우리가 그 때 전화를 들어 본부에 연락을 했다면 저는 법을 위반하게 될 것이었습니다. 법을 어기는 것이죠. 저는 그날부로 건물에서 쫓겨나게 되었을 것입니다. 저는 모든 자격도 박탈당하고 떠나게 되겠죠."

오사마 빈 라덴을 추적하던 CIA의 조직인 알렉 기지는 납치범 중 2명인 알하즈미와 알미흐다르가 테러 발생 훨씬 이전부터 복수의 미국 입국 비자를 가지고 있었다는 사실을 파악했다. 기지 내에 있던 FBI 요원들과 요원의 최선임인 마크 로시니(전 FBI 관리요원)은 이 사실을 FBI에 알리러고 했으나, 알렉 기지에서 로시니의 선임이었던 CIA 장교가 FBI의 관할권이 아니라는 이유로 요청을 거부하였다.
2000년 12월 하뇨르는 미국 샌디에고에 입국하여 그 해 1월부터 미국에 있었던 '행동파' 납치범인 나와프 알하즈미, 칼리드 알미흐다르와 합류하였다. 도착하자마자 하뇨르와 알하즈미는 하뇨르가 처음에 항공 훈련을 시작했던 애리조나주의 메사로 이동했다.
2001년 4월에는 납치범 무리가 버지니아주 폴스처치로 이동하여 나머지 '행동파' 납치범과의 합류를 기달렸다. 그 중 한 명인 마제드 모케드는 2001년 5월 2일 유나이티드 항공 175편의 납치범인 아흐메드 알감디와 같이 두바이에서 워싱턴 덜레스 국제공항으로 입국하였다. 두 명은 하뇨르와 알하즈미가 거주하는 아파트로 이동하였다.
2001년 5월 21일 하뇨르는 뉴저지주 패터슨의 한 아파트 방을 임차해 8월 말까지 다른 납치범들과 함께 생활했다. 마지막으로 입국한 77편 '행동파' 납치범인 살렘 알하즈미는 2001년 6월 29일 아메리칸 항공 11편의 하이재커인 압둘라지즈 알오마리와 함께 아랍에미리트에서 존 F. 케네디 국제공항으로 입국했다. 둘은 하뇨르와 같이 생활했다.
하뇨르는 뉴저지주 티터버로의 비행단 훈련 과정과 페어필드 군구의 콜드웰 비행 아카데미에서 지상 교육과 연습 비행 교습을 받았다. 하뇨르는 2001년 9월 2일 패터슨의 방에서 나와 메릴랜드주 로럴에 있는 발렌시아 모텔에 도착했다. 메릴랜드에서 하뇨르와 동료 납치범들은 그린벨트의 골즈 짐에서 훈련을 받았다. 9월 10일에는 메릴랜드 게이더스버그에서 미 의회 항공 헌장에 따른 운항을 위한 지형 인식 시스템을 사용해 시험 비행에 합격하였다.
9월 10일 나와프 알하즈미는 다른 납치범들과 함께 덜레스 공항 근처의 버지니아주 헌든의 메리어트 인터내셔널 호텔에서 체크인을 했다.

### 공범 혐의자
2010년 2월 위키리크스가 폭로한 미 국무부 전보 문서에 따르면 FBI는 또 다른 테러 용의자였던 모하메드 알만수리를 조사하였다. 알만수리는 테러 발생 전날 로스앤젤레스에서 워싱턴 D.C.를 경유해 런던과 카타르로 향한 카타르인 3명과 접촉한 것으로 밝혀졌으며, 카타르인 3명은 세계 무역 센터와 백악관을 둘러본 것으로 알려졌다. 미 법집행 기관 조사팀은 이 4명에 대한 조사 자료에 대해 "당시 철저한 조사를 거쳤으며 테러 혐의로 이어지지 않은 수많은 단서들 중 하나일 뿐"이라고 말했다. 한 관계자는 3명의 카타르인은 FBI의 조사를 받지 않았다고 덧붙였다. 9.11 테러의 미 의회 합동조사단의 전 총괄국장이었던 엘리너 J. 힐은 폭로된 전보 문서가 FBI의 수사는 과연 철저했는지에 대한 질문이 늘어나게 만들었다고 지적했다. 또한 조사에서 납치범들은 다른 방식으로 도움을 받은 여러 지원 세포조직이 있었다고 결론내렸다.
3명의 카타르인은 2001년 9월 10일 로스앤젤레스에서 워싱턴 D.C.로 향하는 비행기표를 예약했는데 다음 날 정확히 같은 비행기가 납치되어 펜타곤에 충돌하였다. 이 3명은 대신 로스앤젤레스에서 워싱턴 D.C.와 런던을 거쳐 카타르로 향했다. 전보에서 알만수리가 현재 조사를 받는 중이라고 언급했지만 미 법집행 기관 당국은 알만수리나 전보 내에 언급된 카타르인에 대한 별도 조사는 없었다고 밝혔다.

## 비행

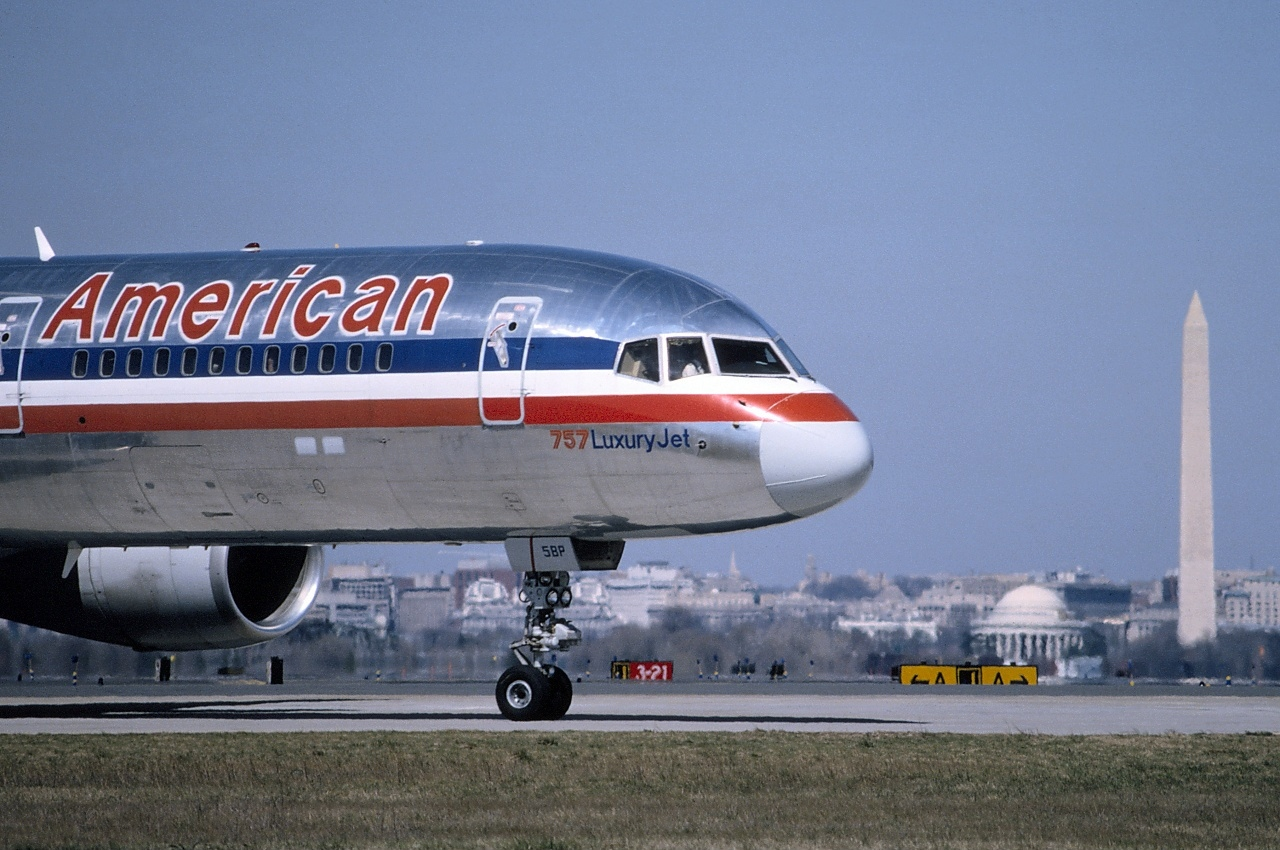
1995년 3월, 로널드 레이건 워싱턴 내셔널 공항 활주로에 있는 아메리칸 항공 77편 보잉 757-223기.

납치된 항공기는 보잉 757-223 기종으로 항공기 등록번호는 N644AA이다. 이 항공기는 1991년 제조되어 첫 비행을 하였고 1991년 5월 아메리칸 항공으로 인도되었다. 테러 당시 탑승한 승무원은 기장 찰스 벌링게임(51세, 미국 해군사관학교 출신 전 전투기 비행사), 부조종사 데이비드 찰보이스(39세), 사무장 르네 메이, 승무원 마이클 하이덴버거, 제니퍼 루이스, 케네트 루이스였다. 여객기의 총 정원은 188명이었지만 9월 11일 당시 총 탑승객은 58명으로 여객수송률은 33%였다. 아메리칸 항공은 일주일 중 화요일이 제일 탑승객이 적은 요일로, 지난 3개월간 화요일의 77편 평균 여객수송률과 동일한 여객수송률이다.

### 탑승과 이륙
2001년 9월 11일 아침, 다섯 명의 납치범이 워싱턴 D.C.의 덜레스 국제공항에 도착했다. 오전 7시 15분 칼리드 알미흐다르와 마제드 모케드가 아메리칸 항공의 항공표 판매소에서 77편의 탑승 수속을 마쳤으며 수 분 후인 7시 18분 승객 보안 검사대에 도착했다. 두 사람 모두 금속 탐지기에 걸려 2차 검사를 받았다. 모케드는 계속해서 금속 탐지기 경보가 울려 막대기형 금속 탐지기로 수색을 받았다. 알하즈미 형제는 7시 29분 매표소에서 함께 체크인했다. 하니 하뇨르는 따로 체크인하고 7시 35분 승객 보안 검사대에 도착했다. 몇 분 후 살렘과 나와프 알하즈미가 뒤따라 들어왔고 이들 모두 금속 탐지기 경보가 울렸다. 하지만 검문소 검사원은 경보가 일어나는 원인을 찾지 못했다. 이후 공개된 보안 카메라의 영상에서는 나와프 알하즈미가 뒷주머니에 정체를 알 수 없는 물건을 가지고 있는 모습이 보였다. 당시 연방 항공국(FAA) 규정에서는 4인치(약 10cm) 이하 길이의 커터칼은 소지를 허용했다. 덜레스 공항의 보안 검색대는 유나이티드 항공과 계약을 맺은 아젠브라이트 시큐리티 회사가 하청으로 운영하였다.
납치범 전원의 수화물로 부친 가방이 추가 수색 심사로 선정되었다. 하뇨르, 알미흐다르, 모케드 3명은 컴퓨터 보조 탑승객 사전 검색 시스템(CAPPS) 기준으로 선택되었고 나와프와 살렘 알하즈미 형제는 신분증을 가지고 있지 않아 항공사 체크인 담당자가 의심스러운 인물로 보고하여 선택되었다. 하뇨르, 알미흐다르, 나와프 알하즈미는 비행기 내 가방은 검사하지 않았다. 모케드와 살람 알하즈미의 수화물 가방은 비행기에 탑승할 때까지 별도로 보관하였다.
77편은 오전 8시 10분 로스앤젤레스를 향해 이륙할 예정이었고 납치범 5명을 포함한 58명의 승객이 D26 게이트를 통해 비행기에 탑승하였다. 납치범을 제외한 승객 53명은 남성 26명, 여성 22명, 3~11세 사이 어린이 5명이었다. 비행기 내에서 하니 하뇨르는 1B에, 살렘과 나와프 알하즈미는 퍼스트 클래스인 5E와 5F 좌석에 같이 붙어 앉았다. 마제드 모케드와 칼리드 알미흐다르는 이코노미 클래스인 12A와 12B에 앉았다. 77편은 정시에 게이트를 떠나 오전 8시 20분 덜레스 국제공항 30번 활주로에서 이륙하였다. 비행기 이륙 직후 FAA의 항공관제사인 다니엘 오브라이언은 77편의 관제를 FAA 인디애나폴리스 센터에 있는 동료에게 인도하였다. 인도 당시 관제사인 오브라이언은 정말 알 수 없었던 이유로 조종사들에게 말하는 관례적인 인사말을 "좋은 하루 되세요."(Good day,)나 "좋은 비행되세요."(Have a nice flight.)가 아니라 "행운을 빕니다"(Good luck.)라고 말했다.

### 하이재킹

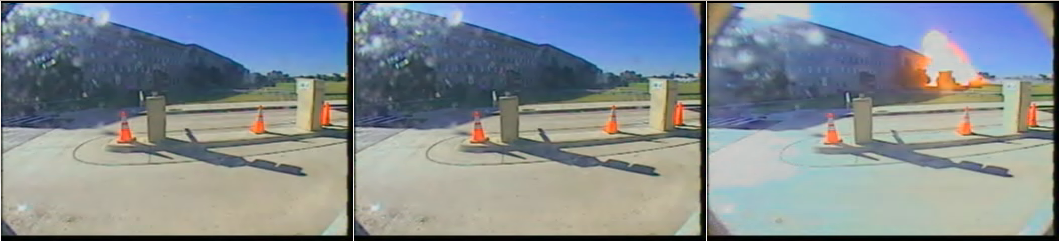
아메리칸 항공 77편이 펜타곤과 부딪히기 직전/직후 녹화된 CCTV 화면의 사진 3장.

9/11 위원회에서는 아메리칸 항공 77편의 납치 시점을 아메리칸 항공 11편이 세계 무역 센터 북쪽 건물에 충돌하고 유나이티드 항공 175편이 납치된 지 얼마 되지 않은 8시 51분에서 54분 사이 시점으로 추정하고 있다. 항공기가 항공 교통 관제 측과 마지막으로 정상적인 무선 교신을 한 시점은 8시 50분 51초이다. 다른 세 편의 비행기와는 달리 승객 누군가가 칼에 찔리거나 폭탄 테러를 하겠다는 위협은 없었으며 조종사들은 살해당하지 않고 나머지 승객들과 함께 비행기 후면에 전부 몰아갔을 것으로 추정된다. 8시 54분, 비행기는 오하이오주 파이크군 상공에서 정상적인 비행 경로를 벗어나 남쪽으로 선회하기 시작했다. 2분 후인 8시 56분에는 비행기의 트랜스폰더가 꺼졌다. 납치범들은 오토파일럿을 워싱턴 D.C.로 향하는 동쪽 항로로 설정하였다.
FAA은 이 시점에서 비행기에 비상사태가 발생했음을 인지했다. 이 때쯤 이미 아메리칸 항공 11편은 세계 무역 센터 북쪽 타워에 충돌하였고 유나이티드 항공 175편도 막 납치되었음이 알려졌고 수 분 후 남쪽 타워에 충돌하였다. 아메리칸 항공 비행기의 두 번째 납치 사실과 유나이티드 항공의 납치 사실이 알려지면서 아메리칸 항공 부사장인 제라드 아페이는 자사 항공기의 전 편성 착륙을 명령하였다. 한편 인디애나폴리스 항공 관제 센터와 아메리칸 항공 파견 직원이 77편과 접촉하러 시도했으나 전부 실패하였다. 비행기가 납치되었을 당시 비행기는 미국 국립 라디오청정구역(NRQZ) 위를 날고 있었다. 항공 관제사가 무선으로 비행기와 연락할 수 없게 되자 인디애나폴리스 항공 관제 센터의 한 관계자는 9시 9분 경 비행기가 추락했을 것 같다고 보고하였다.

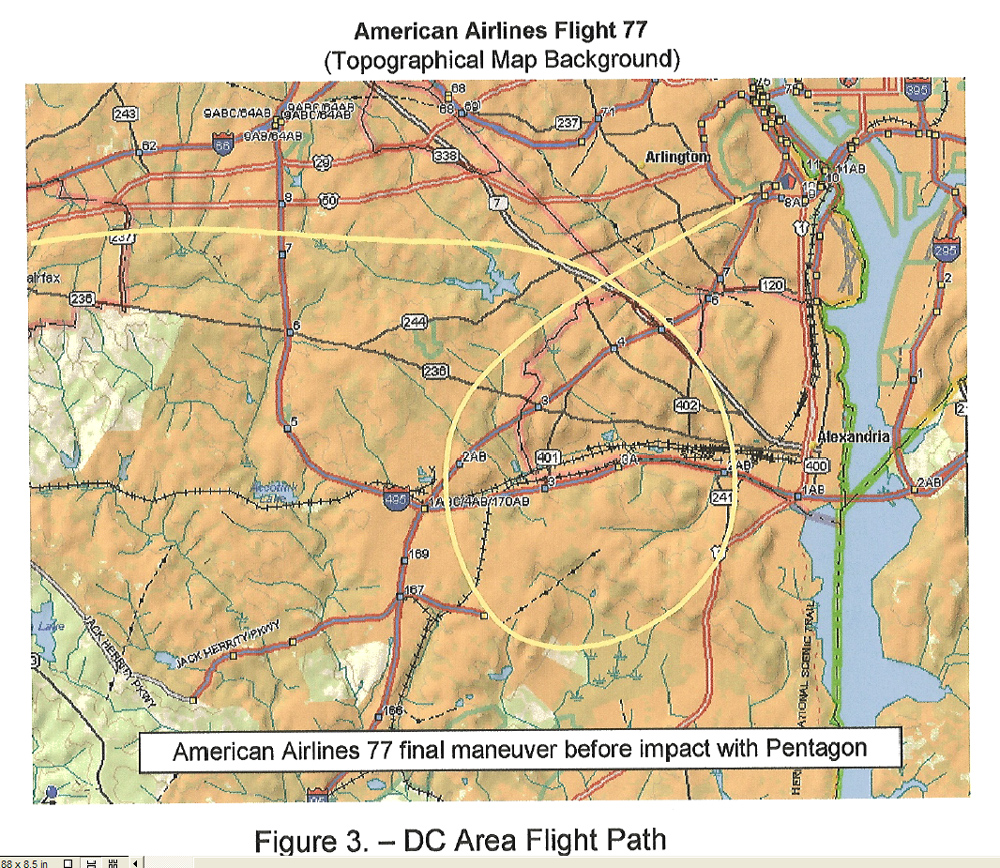
아메리칸 항공 77편이 펜타곤에 충돌하기 직전의 비행 궤적. 시계방향으로 크게 330도를 회전한 후 펜타곤을 향해 비행했다.

비행기에 탑승한 승객 중 2명이 지상의 친지와 연락하였다. 9시 12분, 승무원 르네 메이가 라스베가스에 있는 어머니 낸시 메이에게 연락하였다. 통화하는 거의 2분동안 메이는 "6명이 비행기를 납치했다"라고 잘못 말했는데 메이는 그 납치범들이 승객을 포함한 '우리들'을 비행기 뒤켠으로 몰아넣었다고 말했다. 메이는 함께 모인 사람들이 승무원인지, 승객인지, 혹은 둘 다인지 정확하게 밝히지 않았다. 메이는 어머니에게 아메리칸 항공에 연락해 달라고 요구했고, 그 연락을 받은 부모는 즉시 항공사에 연락했다. 하지만 당시 아메리칸 항공은 납치 사실을 알고 있었다. 9시 16분에서 26분 사이에는 바바라 올슨이 미국의 송무차관이자 남편인 테오도르 올슨에게 전화를 걸어 비행기가 납치되었고 납치범들이 박스 절단용 칼과 나이프를 들고 있다고 말했다. 바바라 올슨은 통화에서 조종사를 포함한 모든 사람들이 비행기 뒤편으로 끌려갔으며 납치범들은 현재 통화를 하는 줄 모른다고 말했다. 통화 시작 1분만에 전화가 끊겼다. 테오도르 올슨은 미 법무부 본부에 연락해 당시 미국의 법무부 장관이었던 존 애쉬크로프트와 연락을 시도했지만 실패했다. 약 5분 후 바바라 올슨은 전화를 다시 걸어 남편에게 '조종사'(당시 기내 인터폰으로 방송했던 하뇨르일 것이며, 아메리칸 항공 11편의 아타나 유나이티드 항공 93편의 자라드와 같이 승객들에게 방송을 하러 시도하다 자신도 모르게 항공 관제소에 연락을 하거나 뒤에 있는 벌링게임 등에게 연락하는 실수를 하지 않았을 것으로 보인다) 비행기를 납치했다고 말하면서 "이제 조종사에게 뭐라고 하라고 할까요?"라고 물었다. 테드 올슨은 현재 어디냐고 물었고 바바라는 비행기가 주택가 상공을 낮은 고도에서 돌고 있다고 말했다. 그는 세계 무역 센터 테러에 대해 전했다. 올슨은 그 소식을 조용하게 받아들었으나 테어도어 올슨은 충격을 받아 침묵에 빠진것 같았다고 회고했다. 감정에 대해 말해주고 상대방을 안심시킨 후 통화는 다시 끊어졌다.

"속도, 기동, 방향 선회 방식 모두를 볼 때 레이다실에 있던 우리는 항공 관제사로서의 경험을 토대로 군용기라고밖에 생각할 수 없었습니다. 당신은 그런 식으로 757기를 탈 수 없을 겁니다. 매우 위험하죠."

납치범들은 오전 9시 29분 경 오토파일럿을 해제하고 수동으로 비행기를 조종하기 시작했다.
비행기가 워싱턴 D.C.에 근접하면서 덜레스 공항의 관제사들은 레이다 화면으로 77편을 탐지할 수 있었고 관제사들은 빠르게 선회하고 하강기동하는 항공기를 관측하였다. 관제사들은 처음에는 빠른 속도와 급격한 기동성에 군용기의 움직임으로 생각했다. 레이건 워싱턴 공항의 관제사들은 미 항공 국가방위대의 록히드 C-130 허큘리스 수송기에게 정체불명의 항공기를 확인하고 추적하라고 요청하였다. 당시 조종사였던 중령 스티븐 오브라이언은 관제사에게 무전으로 정체불명의 항공기가 보잉 757 또는 767이며, 은색 동체로 보아할 때 아메리칸 항공의 제트기로 보인다고 답변하였다. 조종사는 미 동부해안에서 불어오는 거대한 안개 때문에 항공기 추적에 어려움을 겪었으나 그 직후 지상에서 올라오는 불기둥을 보고 정체불명의 항공기가 땅으로 추락한 것 같다고 전했다. 펜타곤에 접근한 조종사는 건물 서쪽에 비행기가 충돌한 자국이 난 것을 보고 레이건 공항에 "그 항공기가 펜타곤으로 추락한 것 같다"라고 전했다.

### 충돌
9/11 위원회 보고서에 따르면 77편은 펜타곤 남서쪽 8km 지점에서 시계 방향으로 330도 회전하였다. 회전이 끝날 즈음엔 펜타곤과 워싱턴 시내를 향해 고도 2,200피트(약 670 m)까지 하강하였다. 하니 뇨하르는 최대 파워로 비행기를 가속시키면서 펜타곤을 향해 하강하였다. 지상에서 수평으로 유지하며 충돌 직전 수 초 간 77편의 비행기 날개가 5개의 가로등을 쳤고 오른편 날개가 휴대용 발전기에 부딪혀 펜타곤에 충돌하기 직전 날개에 연기가 발생하였다.
알링턴 국립묘지와 인접한 미 해군 별관 상공을 시속 853 km(530 mph, 237 m/s)로 비행한 77편은 오전 9시 37분 46초에 워싱턴 D.C. 바로 남쪽에 있는 버지니아주 알링턴군의 펜타곤 서쪽 면에 충돌하였다. 비행기는 펜타곤 1층 높이에서 충돌했으며 충돌 순간 비행기가 약간 왼쪽으로 굴러가 오른쪽 날개가 위로 치솟았다. 충격으로 동체 앞부분이 붕괴되었지만 동체 중간과 끝부분은 1초동안 더 안으로 움직여 꼬리 부분의 파편이 건물 가장 안쪽까지 파고들었다. 전체적으로 비행기는 건물의 5개 고리 중 가장 바깥쪽을 완전히 관통하는 데 0.8초가 걸렸으며 화염이 건물 61 m 상공까지 치솟았다.

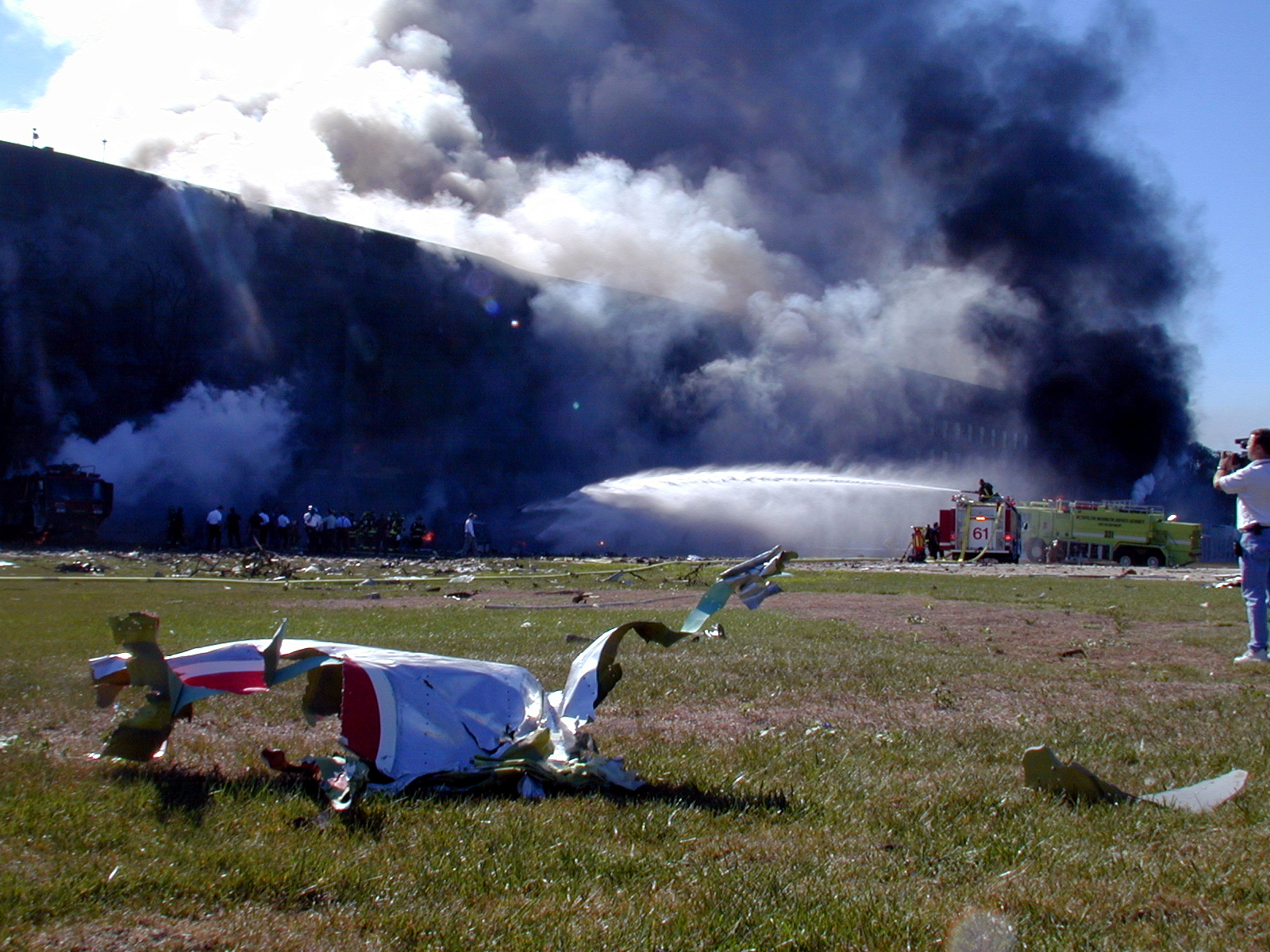
펜타곤 근처에 흩어진 77편의 잔해 모습.

테러 당시 펜타곤은 1998년부터 시작된 보수공사로 이전보다 4천명이 줄어든 약 1만 8천명이 근무중이었다. 펜타곤 보수 프로젝트로 2억 5천만 달러를 들어 새로 보수공사가 완료된 곳에서는 해군사령부가 입주하고 있었다.
비행기에 탑승한 64명, 펜타곤 내 125명 등 펜타곤 테러로 총 189명이 사망하였다. 비행기 승객이었던 바바라 올슨은 ABC의 TV 쇼인 폴리틱컬리 인코렉트를 녹화하러 가는 길이었다. 11살 어린이 3명과 보호자, 내셔널 지오그래픽 협회 직원들도 미 캘리포니아주 샌타바버라에 있는 채널 제도 국립해양보호구역으로 교육여행을 가기 위해 비행기에 탑승하였다 사망했다.
펜타곤 내에서는 군인 55명과 민간인 70명이 사망하였다. 펜타곤 내에서 사망한 125명 중 1층에서 92명, 2층에서 31명, 3층에서 3명이 사망했다. 미국 국방정보국 소속 군무원 7명과 미국 국방부 장관실 소속 독립계약자 1명도 사망했다. 미국 육군에서는 직원 47명과 독립계약자 6명 등 민간인 53명과 군인 22명 등 총 75명이 사망했으며, 미국 해군에서는 직원 6명과 독립계약자 3명 등 민간인 9명과 수병 33명 등 총 42명이 사망하였다. 펜타곤에서 사망한 가장 높은 계급은 육군 참모차장인 중장 티모시 모드였으며, 비행기에 타고 있던 전 해군 소장인 윌슨 플래그도 사망하였다. 또한 비행기엔 미 해군 병무병과군단 소속이었던 중위 마리래 쇼퍼도 사망하여 사상 처음으로 전사한 해군 판사로 기록되었다. 이외에도 지상 인원 106명이 부상을 입어 인근 병원으로 후송되어 치료를 받았다.

"지금 당장 누구를 놀라게 만들고 싶지 않지만, 분명 몇 분 전만 해도 이곳 펜타곤에서 거대한 폭발이 발생한 것으로 보입니다."

비행기가 충돌한 쪽은 펜타곤이 주간고속도로 제395호선(I-395)과 워싱턴 대로와 맡닿아 있는 곳이었다. 당시 I-395에 있던 운전자인 매리 리먼은 비행기가 "지상을 향해 급경사로 내려가며 빠르게 내려가"더니 펜타곤에서 연기 구름이 피어오르는 것을 목격하였다. 도로 건너편에 있던 또 다른 목격작인 오마르 캄포는 다음과 같이 증언했다.
"내가 잔디를 한참 깎고 있었는데, 내 머리 위에서 커다란 소리를 들었습니다. 그리고선 엄청난 충격을 느꼈습니다. 온 땅이 흔들리고 온 사방이 불바다였습니다. 내가 여기서 그런 모습을 볼 수 있으리라고는 전혀 상상하지 못했죠.

컴퓨터 프로그래머인 아페워크 헤고스는 비행기가 날아올 때 펜타곤 인근 도로의 교통체증에 갇혀 도로 한가운데에 있었다. 그는 "굉장히 큰 비명소리가 났고 저는 비행기가 오자 차에서 내렸죠. 모든 사람들이 각자 서로 다른 방향으로 도망치고 있었습니다. 비행기는 균형을 잡으러는 듯 날개를 위아래로 젖히고 있었습니다. 들어오는 길에는 가로등에도 부딪혔어요."라고 증언했다. 데일 돈리도 비행기 추락을 목격하고 추락 장소를 최초로 찰영한 사진 수 장을 찍었다.

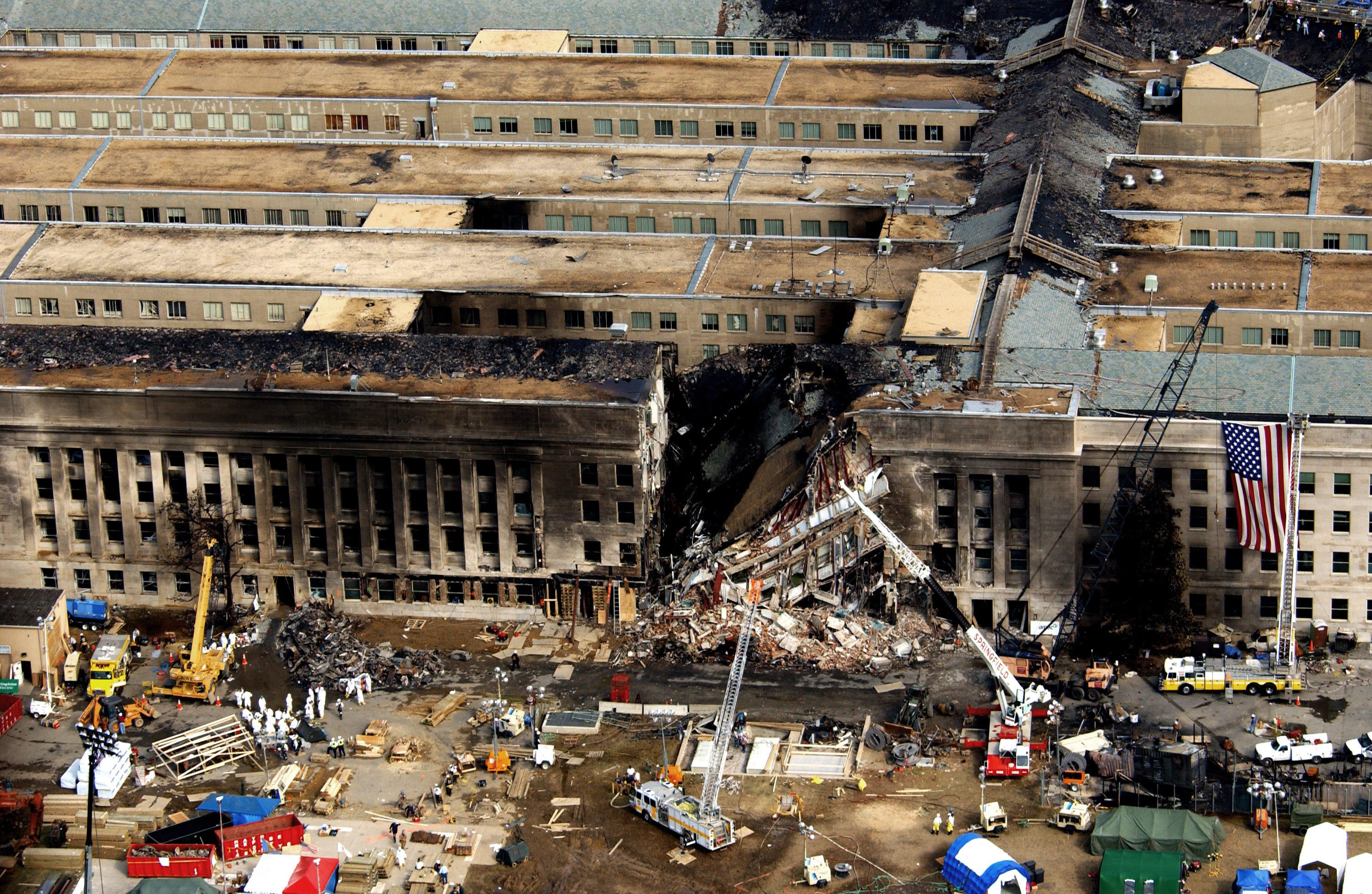
대형 화제로 붕괴된 펜타곤 건물을 비추는 항공사진.

USA 투데이의 기자인 마이클 윌터도 워싱턴 대로를 운전하던 도중 펜타곤 충돌을 목격하였다.
"창밖을 내다보니 비행기가 보이는데, 이 제트기, 말하자면 아메리칸 항공의 제트기가 다가오고 있었죠. 그리고 전 '이건 말이 안돼. 너무 낮은데?'라고 생각했습니다. 그리고 전 봤죠. 마치 날개 달린 순항미사일 같았어요. 이 비행기는 펜타곤을 강타해버렸죠.

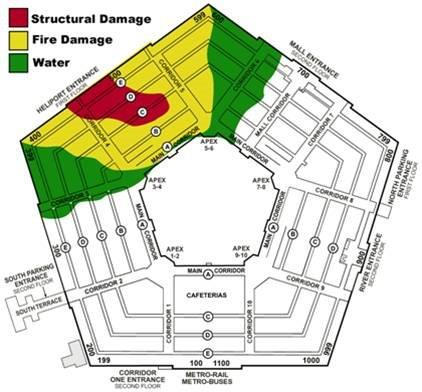
피격으로 펜타곤이 입은 피해를 그린 지도. 빨강은 피격으로 붕괴된 구역, 노랑은 화재를 입은 구역, 초록은 화재 진압 과정에서 경미한 피해를 입은 구역이다.

펜타곤 인근 아파트에 살던 테런스 킨은 시끄러운 제트기 엔진 소리를 듣고 창문 밖을 내다보니 "매우 큰 여객기"가 보였다고 말했다. 그는 "비행기가 펜타곤의 옆구리를 바로 파고드는 것을 지켜봤습니다. 끄트머리가 건물 안으로 파고들어갔어요. 그리고 나서 비행기의 모습이 사라지더니 곳곳에 불과 연기가 피어올랐습니다."라고 증언했다. 조종사가 직업인 팀 티머만은 항공기가 펜타곤을 강타했을 때 비행기가 아메리칸 항공 소속임을 봤다고 말했다. 또한 워싱턴 대로와 395번 주간고속도로, 제244번 버지니아 주로 콜롬비아 파이크 도로에 있던 운전자 뿐 아니라 펜타곤 시티, 크리스탈 시티 및 인근 지역의 사람들도 펜타곤 충돌을 목격하였다.
조지타운 대학교에 소속된 농구팀인 조지타운 호야스 남자 농구팀의 전 코치인 존 톰프슨은 원래 77편 항공편을 예약하였다. 이후 그는 원래 2001년 9월 12일 출연하기로 예약했으나 연기되어 2011년 9월 12일 짐 롬의 라디오 쇼 프로그램에 출연한 인터뷰를 비롯해 여러 인터뷰에서 다음과 같이 이야기했다. 톰프슨은 원래 9월 13일 친구 생일을 맞아 라스베가스에 갈 예정이었고 처음에는 11일 롬의 로스앤젤레스 스튜디오에 가기로 결정했다. 하지만 쇼가 열리는 날 참여 후 바로 톰프슨이 여행하겠다는 계획이 사실상 불가능해 일정에 차질이 생겨버렸다. 결국 쇼 스태프에게 톰프슨이 개인적으로 쇼가 끝난 직후 로스앤젤레스에서 라스베가스로 여행할 수 있다고 약속한 후 톰프슨이 여행 일정을 바꿨다. 그는 여행 일정이 있었던 당일 집에서 쉬고 있었으며, 펜타곤 옆에 있는 자신의 집에서 77편의 테러를 목격하였다.

## 구조와 복구
"이 지역은 (...) 너무 뜨거워서 천장에서 파편이 녹아 피부 위로 떨어지면 피부가 검게 되고 옷이 녹을 정도였습니다. 우리는 조금 더 가서 모퉁이를 돌아 맹렬한 파괴의 불길과 연기, 화염이 몰아치는 폭싹 무너진 사무실에 들어가 얼굴이 붉어지는 것을 느꼈습니다."

사고 직후 구조 작업이 시작되었다. 거의 대부분의 생존자 구조는 충돌 후 30분 내에 이루어졌다. 처음에는 건물 안에 있는 군인과 민간인을 중심으로 구조 활동이 이루어졌다. 수 분 내로 첫 소방중대가 도착하였고 자원봉사자들이 충돌 지점 인근을 수색하기 시작했다. 소방대원들은 자원봉사자들에게 적절한 장비를 갖추지 못하고 위험에 대처하는 훈련을 받지 못했다고 보고 충돌 지점에서 멀리 피신해 떠나라고 요청하였다.
펜타곤 충돌 이후 10분 정도 후에 알링턴군 소방국(ACFD) 소속 소방대원이 도착해 소방 작업을 지휘했다. 소방국의 제임스 슈워츠 소방차장은 여러 기관의 소방 대응 지휘 체계를 일원화하기 위해 사고 지휘 체계(ICS)를 수립하였다. 소방 지휘체계가 제대로 작동하기까지 약 1시간여가 걸렸다. 포트 마이어와 레이건 공항의 소방관들도 수 분 내에 화재 현장으로 도착하였다. 비행기가 추가로 들이받는다는 소문이 돌아 구조와 소방 활동이 일시적으로 중단되기도 했다. 슈워츠 소방차장은 이 소문에 대응하여 하루만에 두번씩이나 총대피령을 발동하기도 했다.

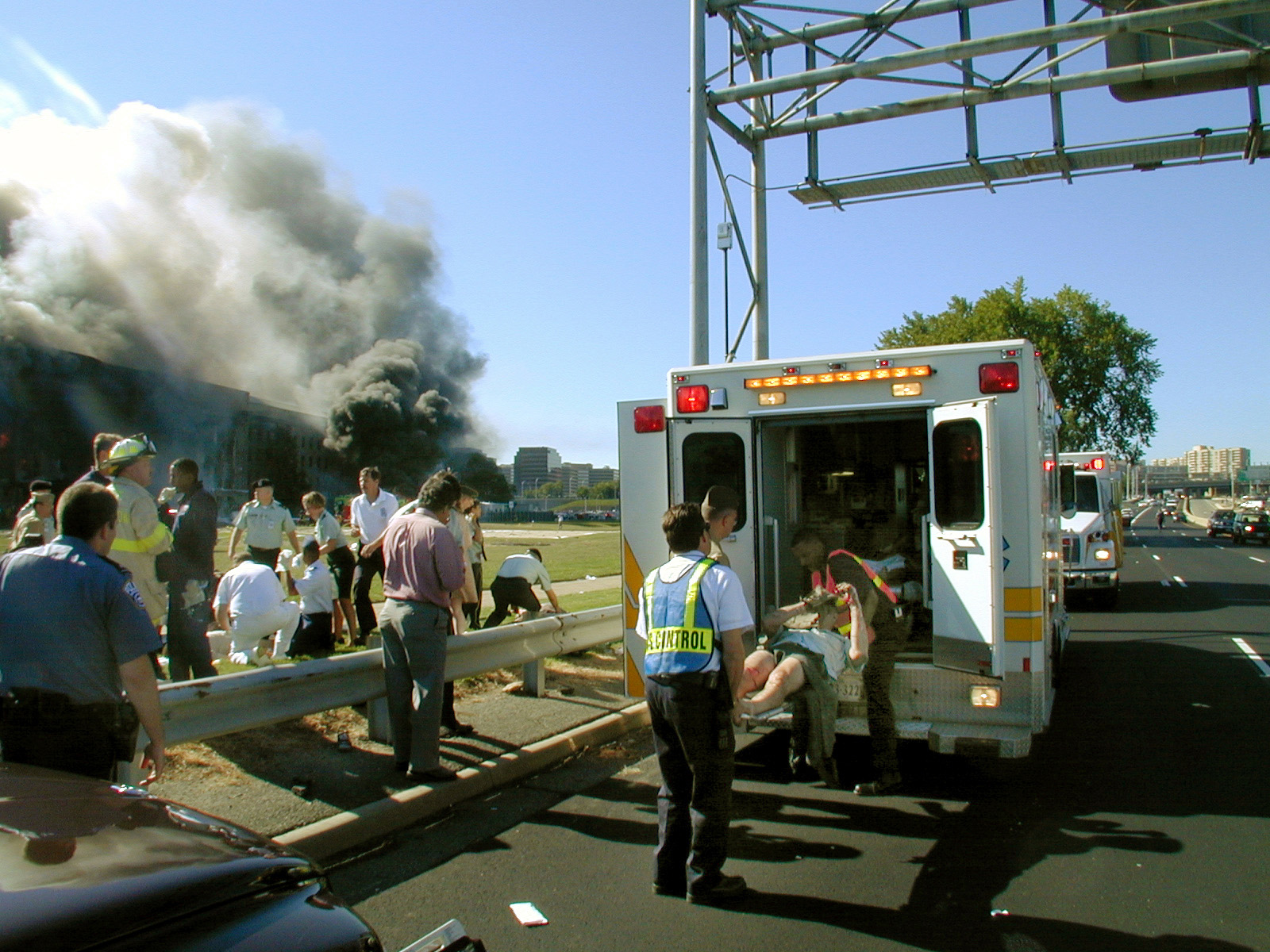
펜타곤 인근에 주차한 구급차에서 부상자가 실러 후송되는 모습.

소방관들이 화재 진압을 시도할 때 건물의 구조적 붕괴를 우려하여 화재를 지켜보았다. 한 소방관은 "이 건물이 이상한 소리를 내고 삐꺽거리기 시작하자 곧 붕괴될 조짐을 보인다는 것을 알았다."라고 말했다. 관계자들은 건물의 모퉁이 부분이 움직이기 시작하는 것을 보고 대피령을 내렸다. 대피령을 내린지 수 분도 안된 오전 10시 10분, 펜타곤의 손상받은 영역 건물이 위층에서부터 붕괴되기 시작했다. 붕괴 지역은 가장 넓은 곳은 폭 20 m, 가장 안쪽 지점은 길이 15 m 영역이 붕괴되었다. 충돌에서부터 붕괴까지 시간이 길어 건물 4층과 5층에 있는 사람들은 건물이 붕괴되기 전에 전원 대피하는 데 성공하였다.
붕괴 후 건물 내부 화재가 격화되어 5층 전체로 화재가 번졌다. 11시 이후에는 소방관들이 두갈래로 나눠 화재를 진압하기 시작했다. 관계자들은 화재 당시 내부 온도가 최고 1,090 °C에 달했을 것이라고 추정하고 있다. 오후 늦게 펜타곤의 화재를 진압하였으나 소방관들은 펜타곤의 슬래이트 지붕 아래에 있는 가연성 목재층에 불이 붙어 화재가 확산되고 있음을 파악하였다. 전형적인 소방전술로는 소방관이 진화 작업을 위해 화재장소까지 다달을 수 없이 강화된 구조물의 건물에 무용지물이 되었다. 소방관들은 화재 확산을 막기 위해 9월 12일 지붕에 방화선을 설치했다. 12월 28일 알링턴군은 보도자료를 내고 화재를 '진압'하는데는 성공했지만 아직 완전히 진화하진 못했다고 발표했다. 이후 며칠간 소방관들은 남은 불씨 화재까지 전부 진압하는 데 동원되었다.
펜타곤의 잔해 속에서 다양한 비행기 잔해들이 발견되었다. 화재가 발생한 해군본부를 탈출하는 해군중위 케빈 셰퍼는 항공기의 노즈콘과 랜딩기어 얼라이먼트의 B와 C 링 사이 조각을 발견하였다. 9월 14일 이른 아침 페어팩스군 도시 수색 및 구조팀 대원인 칼튼 버카머와 브라이언 모라비츠는 우연히 항공기 조종석에서 떨어져 나온 온전한 좌석을 발견하였고, 구급요원과 소방대원들은 건물에서 91 m 안쪽에 있는 A-E 지역에서 충돌로 생긴 건물 구멍 근처에 2개의 항공기 블랙박스를 찾아냈다. 조종석 음성 기록기는 심각한 손상을 입어 유용한 정보를 하나도 찾지 못했지만, 비행 데이터 기록기는 화재에도 살아남아 유용한 정보가 남아 있었다. 또한 수사관들은 북쪽 주차장의 잔해 더미에서 나와프 알하즈미의 운전 면허 조각을 발견하였다. 희생자들의 개인 소지품들도 발견되어 이들은 포트 마이어로 옮겨졌다.

### 잔해

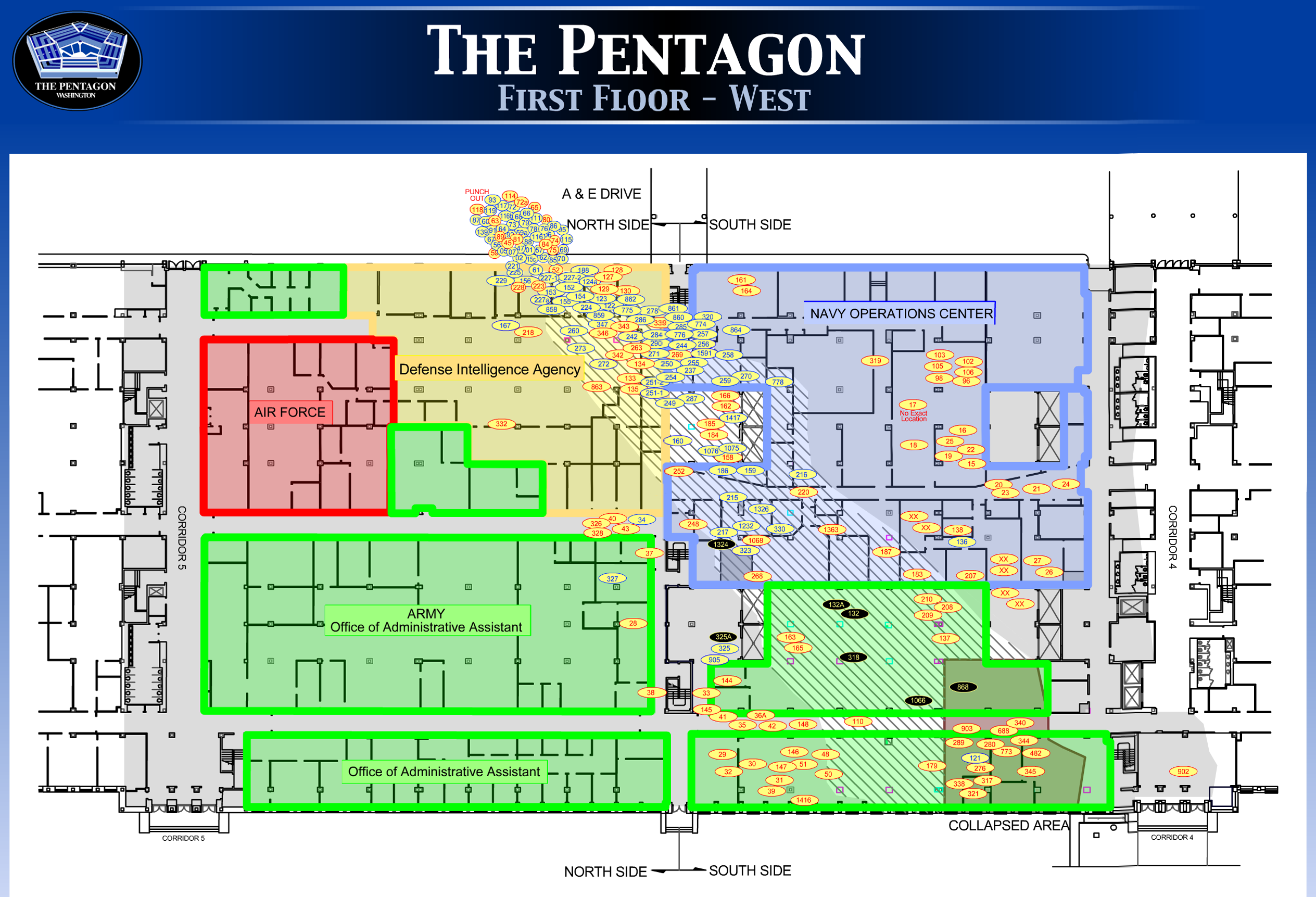
펜타곤 1층에서 발견한 시신 조각들을 그린 다이어그램. 대부분의 시신 파편은 충돌 지점 인근에서 발견되었다.

육군공병대는 테러 당일 17시 30분에 건물의 파손된 구역에 남아 있는 생존자가 없다고 결론내렸다. 추락 후 며칠간 뉴스에서는 800명 이상이 사망했다고 보도되었다. 포트 벨부어의 육군 병사들이 제일 먼저 충돌 장소 내부를 수색하기 시작했고 유해를 찾는 데 중점을 두었다. 페어팩스군 도시수색 및 구조팀을 포함해 미국 연방재난관리청(FEMA) FEMA 도시수색 및 구조팀이 유해 수색을 지원해 국가통합사고관리체계(NIMS) 내에서 활동했다. 테러 이후 해군사령부 상황을 조사한 사진작가인 케빈 림로트는 "시체가 너무 많아서 밟을 뻔했다. 그래서 난 어둠 속에서 손전등을 들고 뒤를 돌아볼 때 누군가를 밟지 않도록 조심해야 했다."라고 말하기도 했다. 펜타곤에서 나온 잔해들은 펜타곤 북쪽 주차장으로 옮겨져 유해 및 증거품 탐색에 활용되었다.
펜타곤에서 수습된 유해는 사진을 찍은 후 델라웨어주에 있는 도버 항공기지에 있는 미국 육군 검시관실로 이동했다. 검시관은 사망자 중 179명의 유해가 누구인지 확인하였다. 또한 수사관은 테러 공격으로 사망한 189명 중 184명의 신원을 확인하였다. 납치범 5명의 유해는 검시 판별 과정에서 확인하여 연방수사국(FBI)에게 증거품으로 넘겨졌다. 9월 21일엔 알링턴군 소방국이 범죄 현장 통제권을 FBI에게로 인계했다. 워싱턴 현장연구소, 미국 국가수도대응반(NCRS), 합동테러대책반(JTTF) 등이 모여 펜타곤의 범죄현장 조사를 주도했다.
2001년 10월 2일 증거품과 유골 수색이 완료되었고 사건 현장 통제권을 국방부 관료들에게 인계하였다. 2002년에는 25명의 희생자 유해를 알링턴 국립묘지에 집단매장하였고 매장식 당일에 펜타곤에서 발생한 모든 사망자의 이름을 새긴 5면의 화강암 표지석을 같이 묻었다. 추모식에서는 유해를 발견하지 못한 5명의 희생자 추도식도 같이 열렸다.

### 항공기 블랙박스

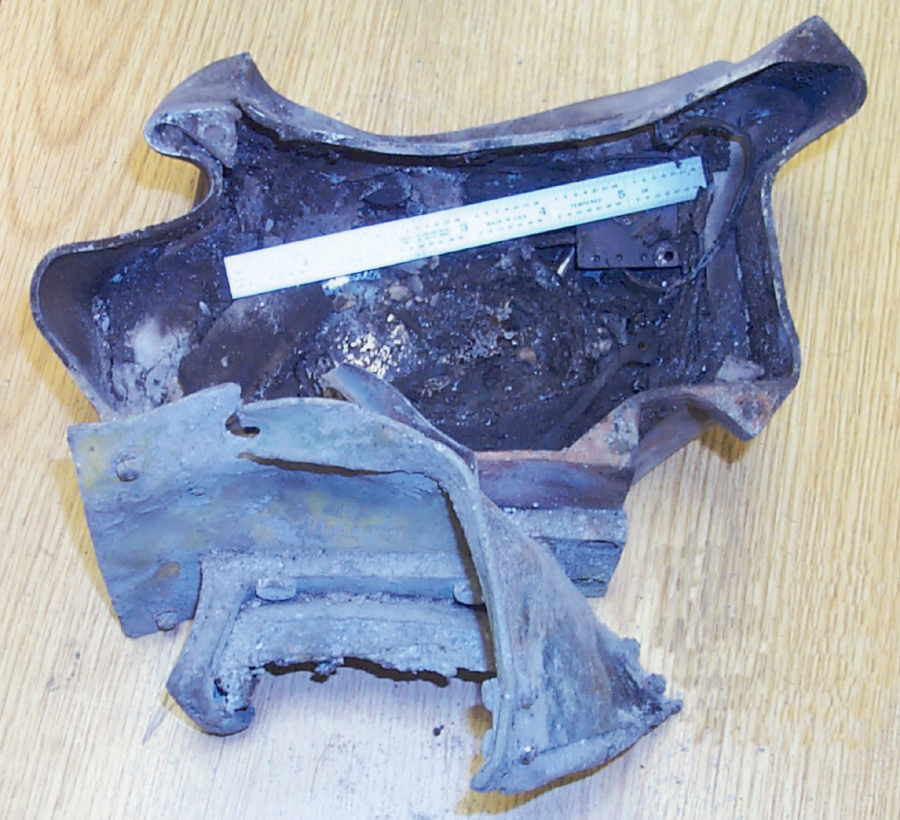
아메리칸 항공 77편의 조종석 음성 녹음기. 외관이 심각하게 파괴되었고 검게 그을렸다. 자카리아스 무사위의 재판 당시 공개된 사진이다.

9월 14일 오전 3시 40분 경, 충돌 지점의 잔해를 수색하던 구급대원과 소방관이 길이 46 cm x 61 cm의 어두운 상자 2개를 발견했다. 발견자는 FBI 요원을 불렀고, FBI 요원은 차례로 미국 연방 교통 안전 위원회(NTSB) 요원을 호출하였다. NTSB 직원은 발견한 상자가 아메리칸 항공 77편의 항공기 블랙박스임을 확인했다. 버지니아주 알링턴군의 부군청장 딕 브리지스는 조종석 음성 녹음기가 외부가 심각한 손상을 입었으며 비행 데이터 녹음기는 검게 그을렸다고 전했다. 브리지스는 이 블랙박스가 비행기가 건물에 들어온 바로 그 자리에서 발견되었다고 말했다.
조종석 음성 녹음기에서 유용한 데이터가 남아있는 지 확인하기 위해 워싱턴 D.C.에 있는 NTSB 연구소로 옮겨졌다. 보고서에서는 NTSB가 블랙박스의 조종석 음성 녹음기를 L-3 커뮤니케이션, 페어차일드 에어크래프트 사가 제조한 A-100A 모델 자기 테이프 형 조종석 음성 기록기로 판별했다. 하지만 NTSB 보고서에서는 어떠한 유용한 정보도 추출할 수 없었다고 결론내렸다. 보고서에 따르면 자기 테이프의 거의 대부분이 검게 그을린 플라스틱 덩어리로 융합되었다고 말했다. 반면 솔리드 스테이트 드라이브(SSD) 방식으로 저장한 비행 기록 녹화기는 전부 복구하는 데 성공했다.

### 작전 연속성 문제
항공기 충돌 당시 미국의 국방부 장관였던 도널드 럼즈펠드는 펜타곤의 추락 지점과 반대편에 있는 집무실에 있었다. 럼즈펠드는 추락 현장으로 달려가 부상자들을 도왔다. 럼즈펠드 장관은 사무실로 돌아가 사무지원센터에 있는 컨퍼런스룸에 들어가서 부통령 딕 체니 및 다른 관료들과 함께 안전한 지역에서 화상 회의에 참가했다. 공격 당일 국방부 관료들은 지휘소를 펜실베이니아주에 있는 예비 시설인 사이트 R로 옮기는 방안을 검토하였다. 럼즈펠드 국방부 장관은 자신이 펜타곤에 남아 있어야 한다고 주장했고 당시 국방부 부장관이었던 폴 월포위츠를 사이트 R로 보냈다. 펜타곤 내에서는 연기가 계속 들어왔지만 미국 국방부 지휘센터(NMCC)는 계속 가동되었다. 엔지니어와 건물 유지보수 인력은 NMCC에서 연기를 빼내고 신선한 공기를 들여보내는 건물 환기 및 기타 시스템을 조작했다.
럼즈펠드 장관은 18시 42분경 펜타곤에서 기자회견을 가지고 "펜타곤은 현재 제 기능을 유지하고 있다. 펜타곤은 내일부터 정상 운용할 것이다." 다음 날 피해를 받지 않은 건물 대부분 지역에 있는 사무실에서는 정상 근무를 하기 시작했다. 9월 말까지 펜타곤 내에서 경미한 피해를 입은 지역도 복구가 완료되었다.

## 여파

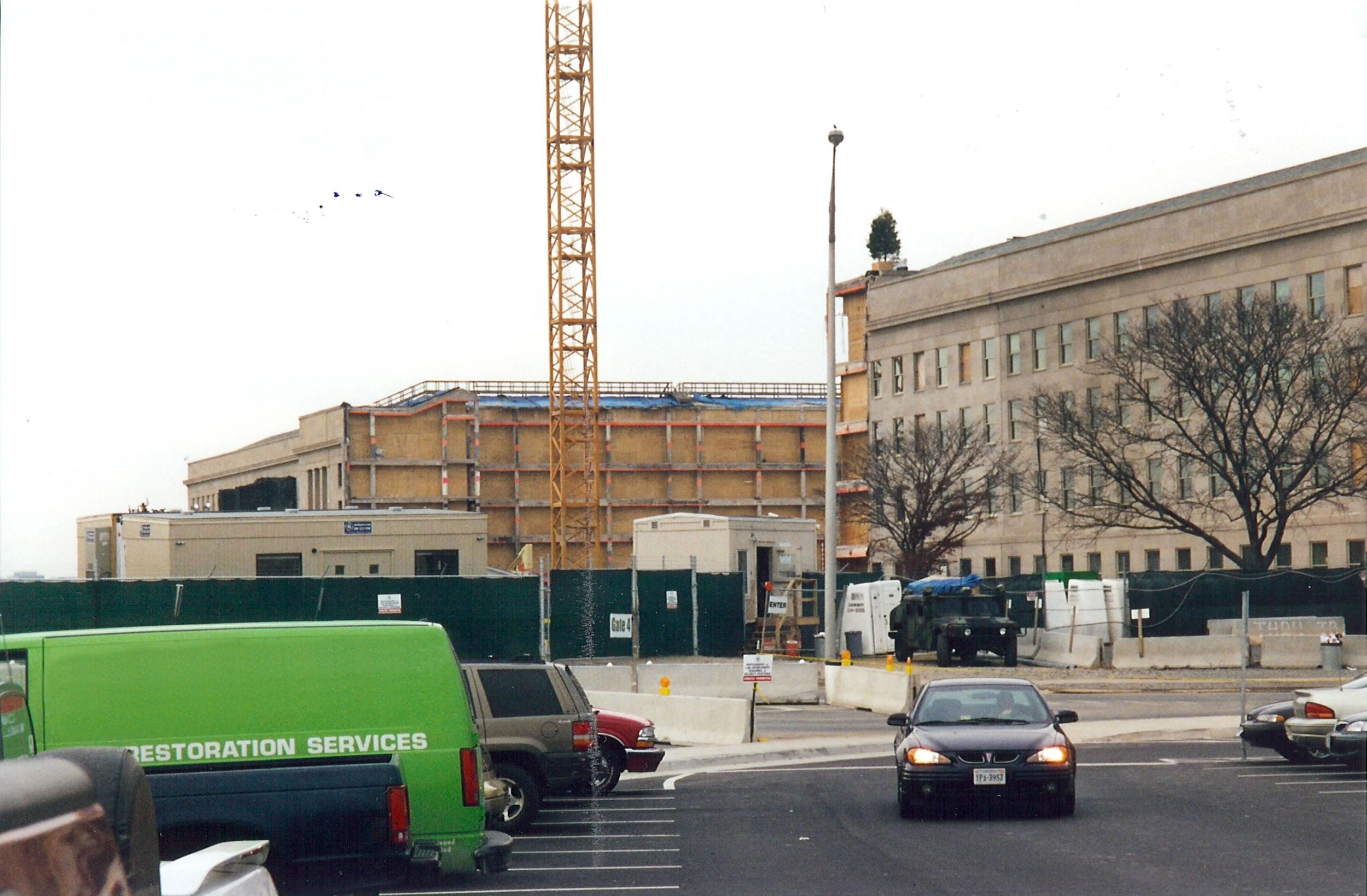
2001년 10월, 펜타곤의 붕괴된 부분을 복구 공사 하는 중인 장면.

펜타곤의 파손된 부분을 재건하는 데 초기에는 최대 3년이 걸린다고 추정하였다. 하지만 재건 작업이 빠르게 진행되어 테러 1주기 기념식 때 재건 완료를 선언하였다. 펜타곤에서 재건된 영역에는 충돌 지점의 작은 실내추모관과 예배당도 지어져 있다. 야외 추모관은 펜타곤의 의뢰를 받은 줄리 벡맨과 케이트 카스만이 디자인했으며 2008년 9월 11일 헌정식 때 공개되었다.
9.11 테러 이후에도 아메리칸 항공은 덜레스 국제공항에서 로스앤젤레스 국제공항으로 향하는 비행편을 유지하고 있다. 2018년 9월 기준 구 77편의 번호는 252편으로 옮겨졌으며 오전 7시 27분 덜레스 국제공항에서 이륙하는 보잉 737-800 비행기가 운행하고 있다.

### CCTV 비디오
미 국방부는 2006년 5월 16일 아메리칸 항공 77편 여객기가 펜타곤에 충돌하는 장면이 담긴 CCTV 영상을 공개했다. CCTV 영상에서는 1프레임에 엹은 흰색조의 비행기가 보였다가 그 다음 프레임에서는 바로 폭발하는 장면이 나왔다. 이 영상은 2004년 12월 미국 정보공개법에 따른 쥬디컬 워치 단체의 공개요청으로 공개되었다. 이전까지 비행기 모양이 찍힌 스틸컷 사진은 미 정부에서 공개되어 언론에 보도되기도 하였지만, 충돌 사고 장면이 포착된 영상이 공개된 것은 2006년의 공개가 처음이었다.
펜타곤 인근에 위치한 시트고 휴게주유소에도 CCTV가 있었지만 2006년 9월 15일 공개된 영상에서는 카메라가 추락 지점에서 먼 장소를 비추고 있었기 때문에 충돌 장면을 포착하지 못했다.
버지니아주 크리스탈시티에 있는 더블트리 호텔에서도 CCTV 영상이 있었다. 이 영상은 2006년 12월 4일 스콧 빙엄이 FIOA에 제기한 소송 도중 FBI가 증거 자료로 공개한 영상이다. 화면은 초점이 맞지 않아 흐릿하고 흑백이지만 영상 위쪽에 비행기가 펜타곤에 충돌하며 연기와 화염이 내뿜는 모습이 보인다.

### 추모

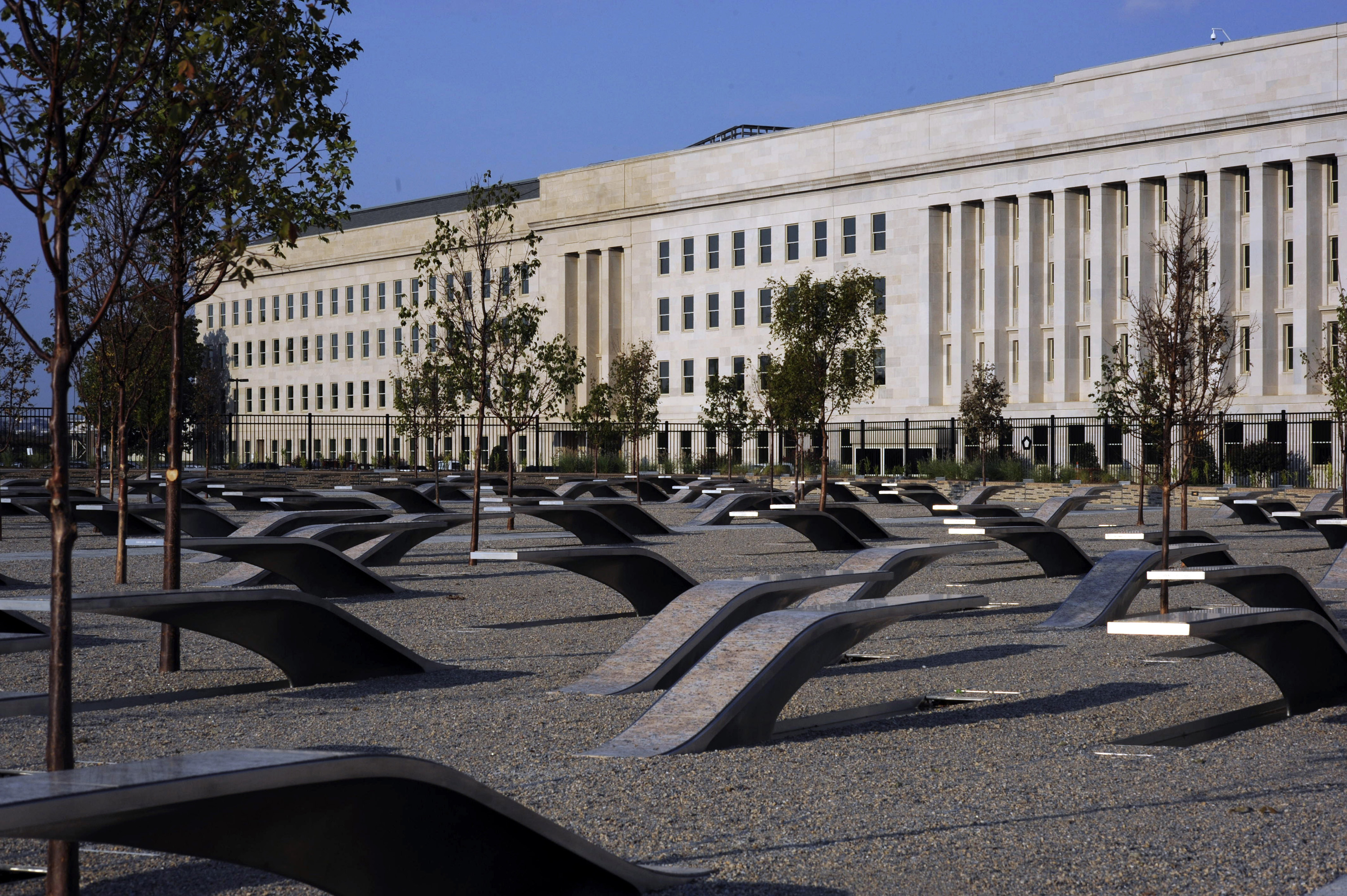
2008년 9월 11일 개관한 펜타곤 메모리얼 야외 추모관의 모습.

2002년 9월 12일 도널드 럼즈펠드 국방장관, 합참의장 장군 리차드 마이어스이 알링턴 국립묘지에 있는 펜타곤 테러 공격 희생자 추모비 완공식을 방문해 헌화하였다. 추모비에는 특별하게 신원을 확인할 수 없는 5명의 유골이 묻혀 있다. 또한 추모비에는 부모님과 언니와 함께 아메리칸 항공 77편에 탑승했던 3살 아이인 다나 팔켄버그의 유골도 있다. 그 외에도 희생자 중 25명의 일부 유골이 함께 묻혀 있다. 추모비는 오각형 모양이며 화강암을 조각해 만든 1.4 m 높이의 기념비이다. 위쪽에 있는 오각형의 각 면 꼭데기에는 "Victims of Terrorist Attack on the Pentagon September 11, 2001"(2001년 9월 11일 펜타곤 테러 공격의 희생자)라고 적혀 있다. 알루미늄 명판에 검은색으로 184명의 테러 사망자 이름이 새겨져 있다. 추모비는 약간 높은 위치인 섹션 64에 있어 추모비에서 펜타곤을 내려다 볼 수 있다.
뉴욕 세계 무역 센터 테러 장소에 있는 내셔널 셉템버 11 메모리얼 & 뮤지엄의 사우스 풀에는 6개 패널에 펜타곤 테러 희생자의 이름이 적혀 있다.
버지니아주 알링턴군에 있는 펜타곤 서남쪽 면 공터에는 9.11 테러 당시 아메리칸 항공 77편의 테러 공격으로 사망한 184명을 추모하는 야외 추모관인 펜타곤 메모리얼이 있다. 줄리 벡맨과 케이트 카스먼이 디자인하고 브로 하폴드 사의 엔지니어와 함께 설계, 시공한 추모관은 테러 7주년인 2008년 9월 11일 개관하였다.

## 항공기 사망자의 국적

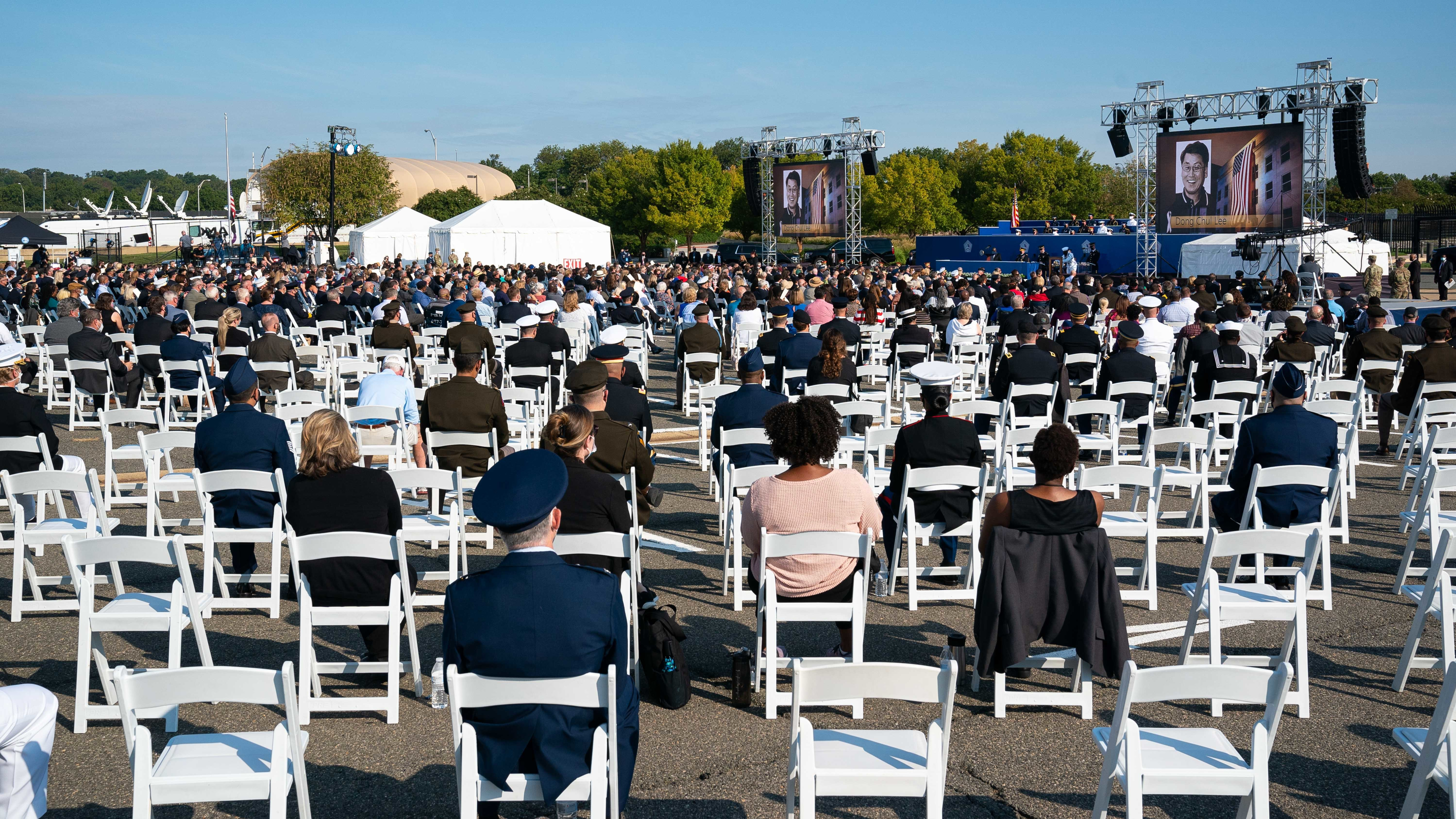
아메리칸 항공 77편 한국인 희생자 이동철의 사진을 방영하는 9·11 테러 20주년 펜타곤 추모식.

납치범 5명을 제외한, 아메리칸 항공 77편에 탑승했던 59명의 국적은 다음과 같다.
| 국적           | 승객 | 승무원 | 총 합 |
| -------------- | ---- | ------ | ----- |
| 미국           | 47   | 6      | 53    |
| 중화인민공화국 | 2    | 0      | 2     |
| 오스트레일리아 | 1    | 0      | 1     |
| 에티오피아     | 1    | 0      | 1     |
| 대한민국       | 1    | 0      | 1     |
| 영국           | 1    | 0      | 1     |
| 총 합          | 53   | 6      | 59    |

## 같이 보기
- 아메리칸 항공 11편 - 세계 무역 센터 북쪽 타워에 충돌
- 유나이티드 항공 175편 - 세계 무역 센터 남쪽 타워에 충돌